# فابریس مارتن
 فابریس مارتن (انگلیسی: Fabrice Martin؛ زاده ۱۱ سپتامبر ۱۹۸۶) یک تنیس‌باز اهل فرانسه است. 